# Khánh Long (MC)
MC Khánh Long là người dẫn chương trình, biên tập viên của Đài Truyền hình Việt Nam (VTV1, VTV9 và VTV Cần Thơ). 
MC Khánh Long với ngoại hình dễ nhìn, nam tính, chững chạc và chất giọng Nam Bộ đặc trưng, hiện nay anh đang tham gia chương trình "Chào buổi sáng"  trên kênh VTV1 của Đài Truyền hình Việt Nam.
Là gương mặt truyền hình được chọn đề cử cho hạng mục “Gương mặt ấn tượng - VTV Awards 2014”. Anh thường được chọn dẫn các chương trình thời sự, chính luận và các talk show về văn hóa, nông nghiệp. Với thế mạnh có giọng đọc miền nam truyền cảm với độ trầm đẹp nên giọng anh thường xuất hiện trong các phim tài liệu, ký sự về đất và người miền tây.
Ngoài vai trò BTV MC truyền hình, anh còn phụ trách Marketing cho tập đoàn Vemedim Corporation – thương hiệu dược thú y thủy sản nổi tiếng.

## Tiểu sử
Tên khai sinh của anh là Trần Khánh Long, sinh ngày 7 tháng 8 năm 1988 tại xã Tam Giang, huyện Ngọc Hiển, tỉnh Cà Mau và là con trai lớn nhất một trong gia đình tiểu thương.
Cha Khánh Long từng là kế toán thương nghiệp giai đoạn mới giải phóng, mẹ là thợ may, hiện nay 2 vợ chồng đang buôn bán nhỏ tại Đầm Dơi, Cà Mau.
Sau khi học xong trung học phổ thông, anh chuyển đến sinh sống, học tập và làm việc tại thành phố Cần Thơ.

## Sự nghiệp
Tốt nghiệp Thạc sĩ chuyên ngành Bác sĩ Thú Y tại Đại học Cần Thơ.
Năm 2010, tham gia và được chọn vào chung kết cuộc thi Người dẫn chương trình truyền hình VTV Cần Thơ. Sau đó được nhận vào làm việc tại VTV Cần Thơ với vai trò BTV thời sự xuất hiện đưa tin từ hiện trường. Giọng Khánh Long được chọn thể hiện lời bình các chuỗi ký sự: Ký ức Miền Tây, Địa danh và sự tích và Việt Nam đất nước con người. Năm 2011, Khánh Long chính thức trở thành BTV Dẫn chương trình thời sự và Miền Tây Ngày Mới của VTV Cần Thơ, Kết nối các chuyên mục với VTV1 đặc biệt là chương trình Vui lạ đó đây tạo được ấn tượng tốt với khán giả truyền hình.
Trong thời gian công tác tại Đài Truyền hình Việt Nam, anh được cử tham gia nhiều khóa đào tạo với chuyên gia trong và ngoài nước về công tác biên tập và dẫn chương trình của ngành truyền hình.
Anh cùng BTV Nhựt Loan, BTV Phương Thảo (VTV1) là những cặp đôi ăn ý và được khán giả yêu thích trên sóng truyền hình VTV.
Năm 2014, tốt nghiệp Thạc sĩ, Khánh Long xin chuyển về làm Cộng tác viên cho VTV và song song đó làm việc tại Vemedim Corporation với vai trò là chuyên viên Marketing.
Năm 2020, anh tham gia chương trình Game show Ai là triệu phú trên VTV3.
Năm 2020, đoạt huy chương vàng liên hoan truyền hình toàn quốc lần thứ 40, với vai trò thể hiện lời bình trong tác phẩm "Miền Tây Không Lũ" thể loại Chuyên đề - Khoa giáo.

## Tác phẩm

### Chương trình đã dẫn
- Chào buổi sáng - VTV1
- Tạp chí Xuân – VTV1
- Hành Trình qua 9 Cửa Sông – VTV1
- Thời sự (VTV Cần Thơ, VTV9, VTV1)
- Vui lạ đó đây (VTV Cần Thơ)
- Sáng Phương Nam (VTV9)

### Thuyết minh
- Ký ức miền Tây
- Phim tài liệu
- Lồng tiếng phim Huế mùa mai đỏ
- Bà Sáu bơi lội (Huy chương bạc Liên hoan truyền hình toàn quốc)
- Miền Tây không lũ (Huy chương vàng Liên hoan truyền hình toàn quốc)

### Người chơi
- Ai là triệu phú (25 tháng 2 năm 2020)